# Sint-Helenakapel
De Sint-Helenakapel (Duits: St.-Helena-Kapelle) is een kerkgebouw in het centrum van de Duitse stad Bonn en geldt als de enige behouden romaanse huiskapel van een stiftcurie in het Rijnland.

## Geschiedenis
De kapel werd waarschijnlijk rond 1160 als huiskapel gebouwd door de toenmalige proost van het Cassius-stift, Gerard van Are, die de verering van de heilige Helena in Bonn invoerde. De kapel diende de kanunniken van het Cassiusstift als stilteruimte.
Na een renovatie in 1657 werd de kapel enkele decennia later tijdens de beschietingen van Bonn door de keurvorst Frederik I van Pruisen in 1689 zwaar beschadigd. Het herstel van de kapel vond pas in 1752 plaats. In 1760 werd het altaar plechtig gewijd.
Vanaf de secularisatie in 1803 werd het kerkgebouw privé eigendom. Sinds 1905 is de Stad Bonn eigenaar.
In de Tweede Wereldoorlog werd de kapel zodanig zwaar beschadigd, dat het gebouw in 1949 bijna volledig moest worden herbouwd.
Bij renovatiewerkzaamheden in de jaren '60 van de 20e eeuw werden fresco's in de kapel blootgelegd. Vermoedelijk dateren deze fresco's uit de 13e tot de 15e eeuw.
De kapel wordt tegenwoordig door gebouwen omgeven.

## Afbeeldingen

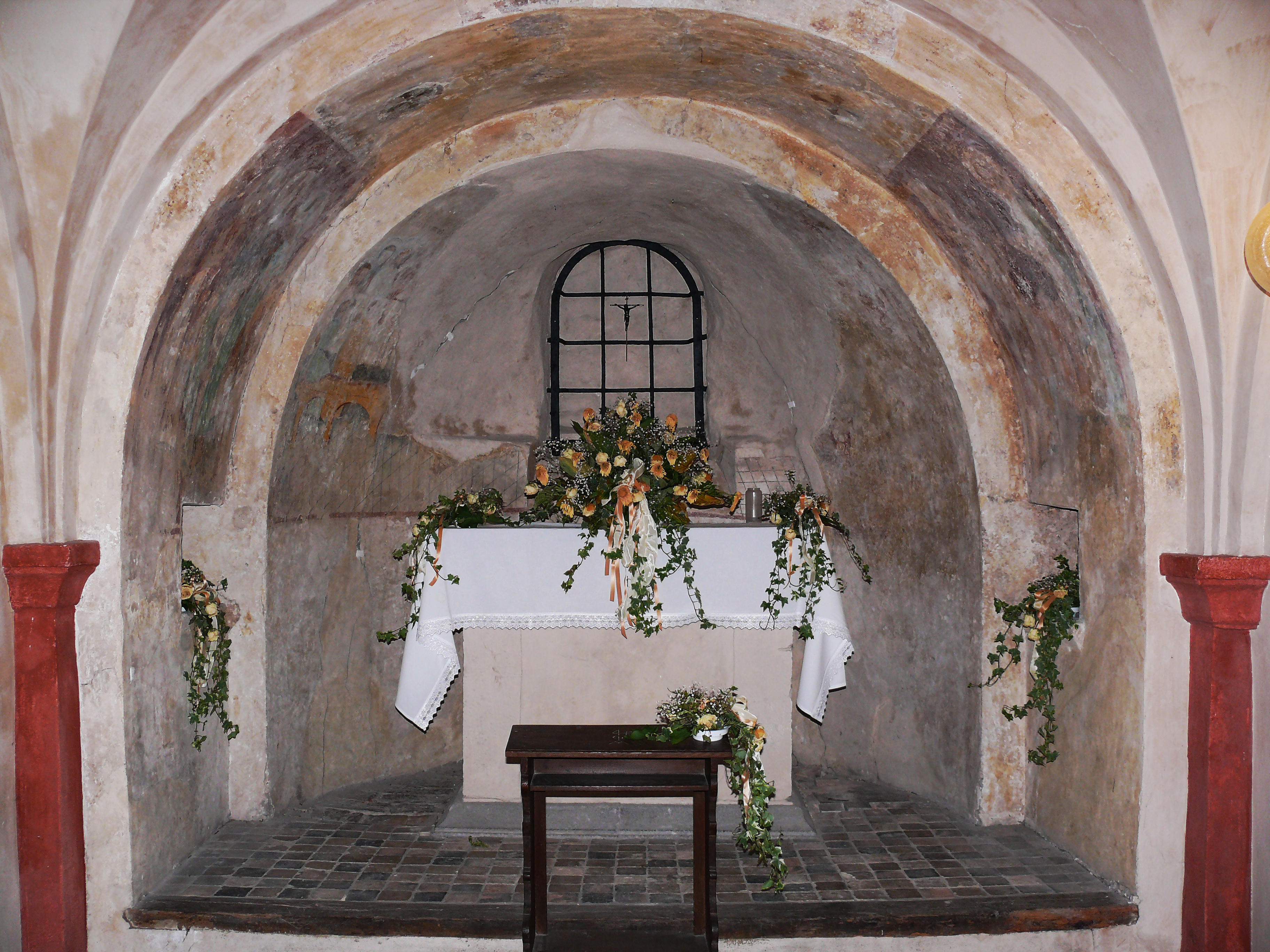
Altaar
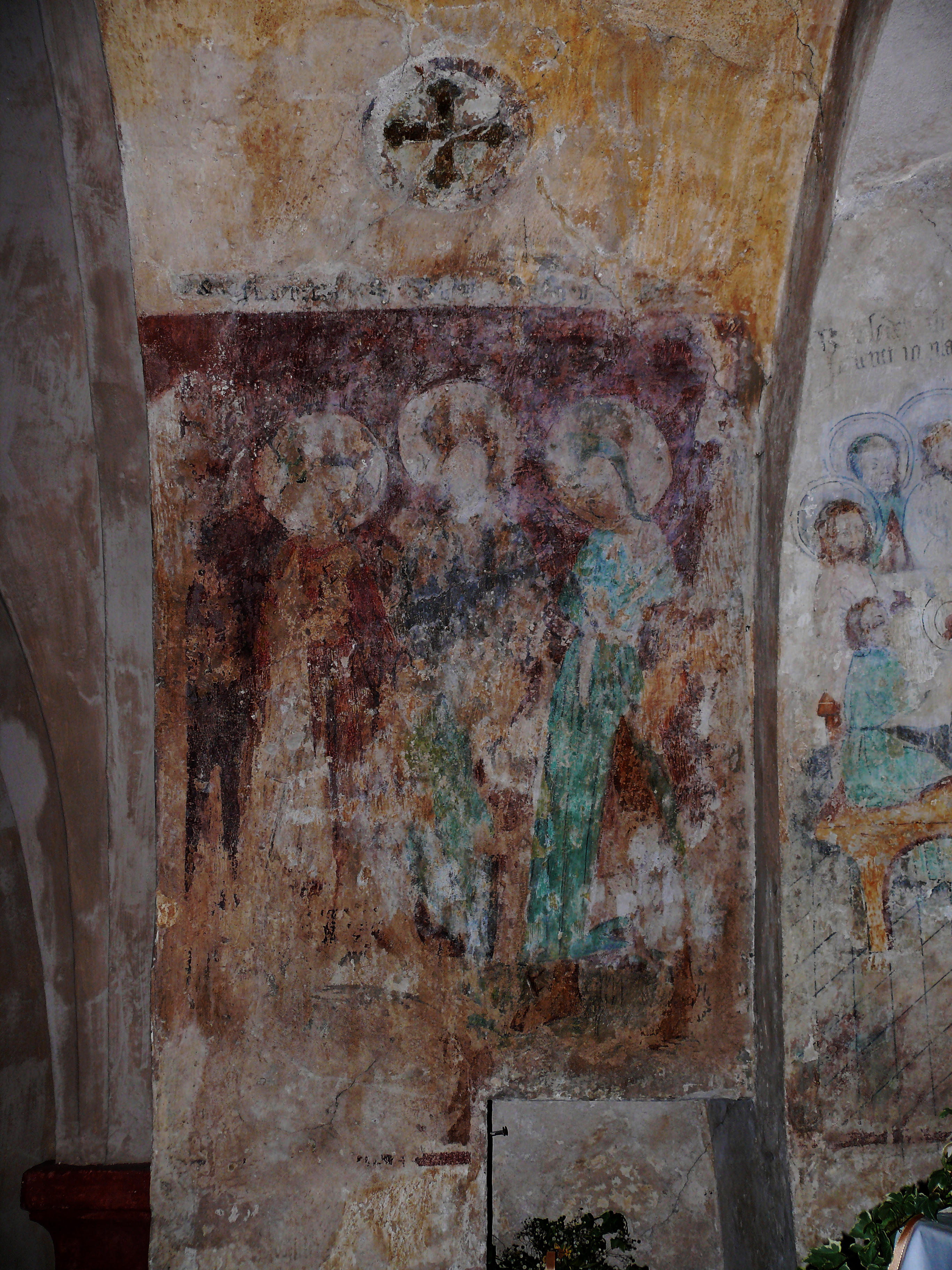
Fresco's linker koorboog
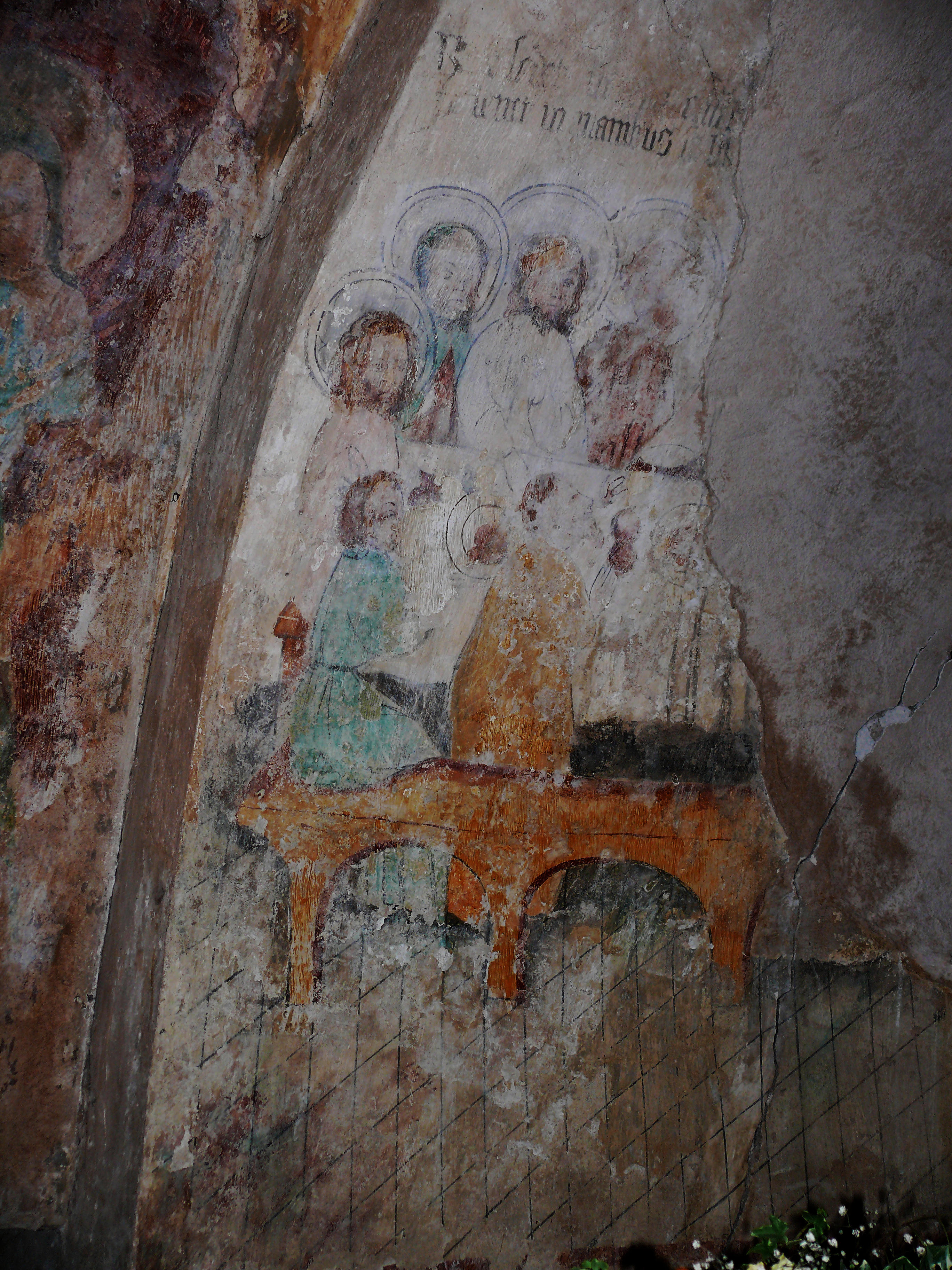
Frescoresten op het linker koorgewelf
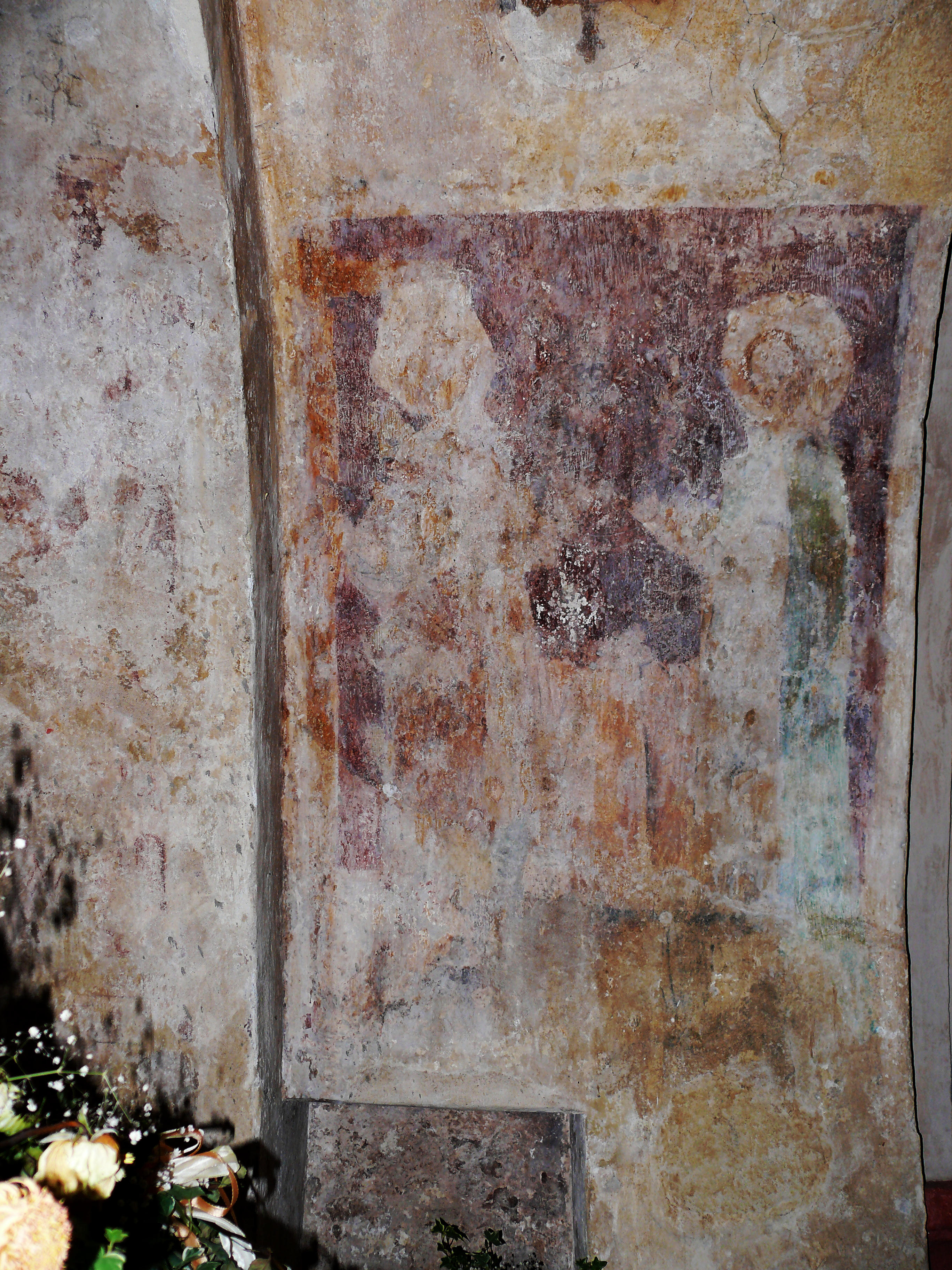
Resten fresco's rechter koorboog